# جوزف ال. گلدستین
جوزف لنارد گلدستین (به انگلیسی: Joseph Leonard Goldstein) (زاده آوریل ۱۹۴۰ در کینگستر، کارولینای جنوبی)، پزشک آمریکایی و برنده جایزه نوبل پزشکی سال ۱۹۸۵ است.
او از سال ۱۹۷۲ تاکنون در مرکز پزشکی دانشگاه تگزاس شعبه جنوب‌غربی به پژوهش مشغول بوده‌است.

## تحصیلات و تخصص
جوزف در سال ۱۹۶۲ با میانگین ۱۰۰ کارشناسی خود در رشته شیمی را به پایان برد و جهت اخذ تحصیلات علوم پزشکی در مرکز پزشکی دانشگاه تگزاس شعبه جنوب‌غربی و سپس دانشگاه واشینگتن در سیتل ادامه تحصیل داد.
او تخصص خود را در بیمارستان عمومی ماساچوست سپری کرد، جاییکه با مایکل استوارت براون آشنا گردید.

## پژوهش‌ها
پس از نقل مکان به دالاس، او و مایکل اس. براون موفق به خالص‌سازی آنزیمی گردیدند که میزان واکنش در بیوسنتز کلسترول را کاتالیز می‌کند. اعتقاد او و براون (که نیز از موسسه‌های ملی بهداشت به دالاس نقل مکان کرد) بر این بود که میزان غیرعادی کنترل این آنزیم دلیل اصلی امراضی چون familial hypercholesterolemia هستند که بیماریی ژنی است. در این بیماری، میزان کلسترول در خون به حد بشدت بالایی ظاهر می‌گردد.
براون و گلدستین پژوهشهایی را انجام دادند که حاصل آن کشف و توصیف مکانیسمهای بیوشیمیایی و ژنتیکی اند که میزان کلسترول در سلول‌ها را تنظیم می‌کند. در ۱۹۷۴، آن‌ها گیرندهٔ لیپوپروتئین کم چگال را کشف کردند. آنان متوجه شدند که این گیرنده، پروتئین‌های کلسترول دار ال دی ال را توسط فرایندی به نام receptor-mediated endocytosis به داخل سلول هدایت می‌کنند.
آنها توانستند با این تحقیقات برای نخستین بار، دلیل ایجاد و وقوع سکته قلبی را در مقیاس ملکولی توضیح دهند. امروزه بخاطر کشف آنان، داروهای ویژه‌ای ساخته و تولید می‌گردند که بر اساس خواص گیرنده‌های ال دی ال کار می‌کنند، و دانشمندان توانسته‌اند بیماریهای بسیاری را شناسایی کنند که بر اساس فرایند مشابه و با گیرنده‌های ژنتیکی کار می‌کنند.